# Damir Bajs
Damir Bajs (ur. 7 października 1964 w Pakracu) – chorwacki polityk, prawnik i urzędnik administracji publicznej, parlamentarzysta, żupan, minister turystyki w latach 2008–2011.

## Życiorys
Ukończył szkołę średnią w Bjelovarze, a w 1991 studia prawnicze na Wydziale Prawa Uniwersytetu w Zagrzebiu. Brał udział w działaniach wojennych toczonych w ramach wojny w Chorwacji. Od 1994 zaczął praktykować w zawodzie prawnika, uzyskał uprawnienia adwokata. Zaangażował się w działalność Chorwackiej Partii Chłopskiej.
W 1995 objął stanowisko sekretarza żupanii bielowarsko-bilogorskiej, a w 2000 funkcję żupana. Urząd ten sprawował nieprzerwanie do 2008, powracając na niego w 2013. W międzyczasie w wyborach w 2007 został wybrany do parlamentu VI kadencji, jednak nie wykonywał go w związku z zakazem łączenia stanowisk. W styczniu 2008 został ministrem turystyki w drugim rządzie Iva Sanadera, od lipca 2009 do grudnia 2011 pełnił tożsamą funkcję w gabinecie kierowanym przez Jadrankę Kosor.
Kandydował w wyborach parlamentarnych w 2011 w okręgu wyborczym nr 2 z drugiego miejsca na liście wyborczej HSS. W tym okręgu jego ugrupowanie uzyskało jedyny mandat w Zgromadzeniu Chorwackim VII kadencji, którzy zdobył lider listy i partii Josip Friščić. Ten ostatni zrezygnował jednak z jego sprawowania, w związku z czym Damir Bajs jako kolejny kandydat z listy zasiadł w parlamencie. 28 stycznia 2012 ubiegał się o przywództwo w partii, jednak pokonał go Branko Hrg, który także zastąpił go w parlamencie.
Stanął później na czele własnego ugrupowania politycznego. W 2020 ponownie wybrany do Zgromadzenia Chorwackiego z ramienia centrolewicowej koalicji. Pozostał na funkcji żupana, którą jednak utracił w wyniku wyborów lokalnych w 2021. Przystąpił wówczas do wykonywania obowiązków poselskich. W 2023 dołączył do ugrupowania Fokus.